# Клосс, Георг Франц Буркгард
Георг Франц Буркгард Клосс (нем. Georg Franz Burkhard Kloß; 31 июля 1787, Франкфурт-на-Майне, — 10 февраля 1854, там же) — исследователь масонства, врач.

## Известность

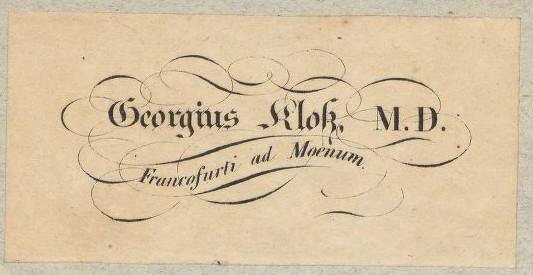
Экслибрис Георга Клосса

Его труды, основанные на изучении и здравой критике первоисточников, положили начало истинной истории масонства. Его работы: «Die Freimaurerei in ihrer wahren Bedeutung aus den alten und echten Urkunden nachgewiesen» (Лейпциг, 1846; 2 изд., Берлин, 1855); «Geschichte der Freimaurerei in England, Irland und Schottland» (Лейпциг, 1848); «Geschichte der Freimaurerei in Frankreich» (Дармштадт, 1852—1853), а также «Bibliographie der Freimaurerei» (Франкфурт, 1844). После смерти Класса его единственная в своём роде библиотека масонских книг и рукописей была приобретена нидерландским принцем Фридрихом, который перенес её в Гаагу и сделал её доступной для масонских лож; позже вышли печатные каталоги рукописей этого собрания.

## Работы
- Annalen der Loge zur Einigkeit, Frankfurt a.M. 1842, Nachdruck Graz 1972 (Google Books Архивная копия от 14 июля 2014 на Wayback Machine)
- Bibliographie der Freimaurerei, Sauerländer, Frankfurt a.M. 1844, Nachdruck 1970 (Google Books)
- Die Freimaurerei in ihrer wahren Bedeutung aus den alten und ächten Urkunden der Steinmetzen, Masonen und Freimaurer nachgewiesen, Klemm, Leipzig 1846, Nachdruck 1970 (Google Books Архивная копия от 14 июля 2014 на Wayback Machine)
- Geschichte der Freimaurerei in England, Irland und Schottland, 1848, Nachdruck 1971
- Geschichte der Freimaurerei in Frankreich, aus echten Urkunden dargestellt, 2 Bde., Jonghans, Darmstadt 1852 und 1853
  - Band 1: Von der Einführung der Freimaurerei in Frankkreich bis zur Restauration des Königtums. (Google Books Архивная копия от 14 июля 2014 на Wayback Machine)
  - Band 2: Von der Restauration des Konigthums bis zur Juliusrevolution.
- Brüder lagert euch im Kreise
- Das Idiotikon der Burschensprache, herausgegeben mit einer Einführung von Carl Manfred Frommel, Frankfurt a. M. 1931